# Gilbert Peak
Gilbert Peak – góra w stanie Utah, w hrabstwie Duchesne i Summit. Jest trzecim szczytem pod względem wysokości w paśmie Uinta Mountains. (4123 m n.p.m.), a także trzecim pod względem wysokości w stanie Utah. 
Góra leży na obszarze chronionym nazywającym się High Uintas Wilderness Area. Na szczyt wiodą dwa szlaki zaczynające się od Henrys Fork lub West Fork Whiterocks. Wycieczka na szczyt i powrót w zależności od obranej wersji trasy zajmuje od 2-3 dni. 